# Бакиркьой

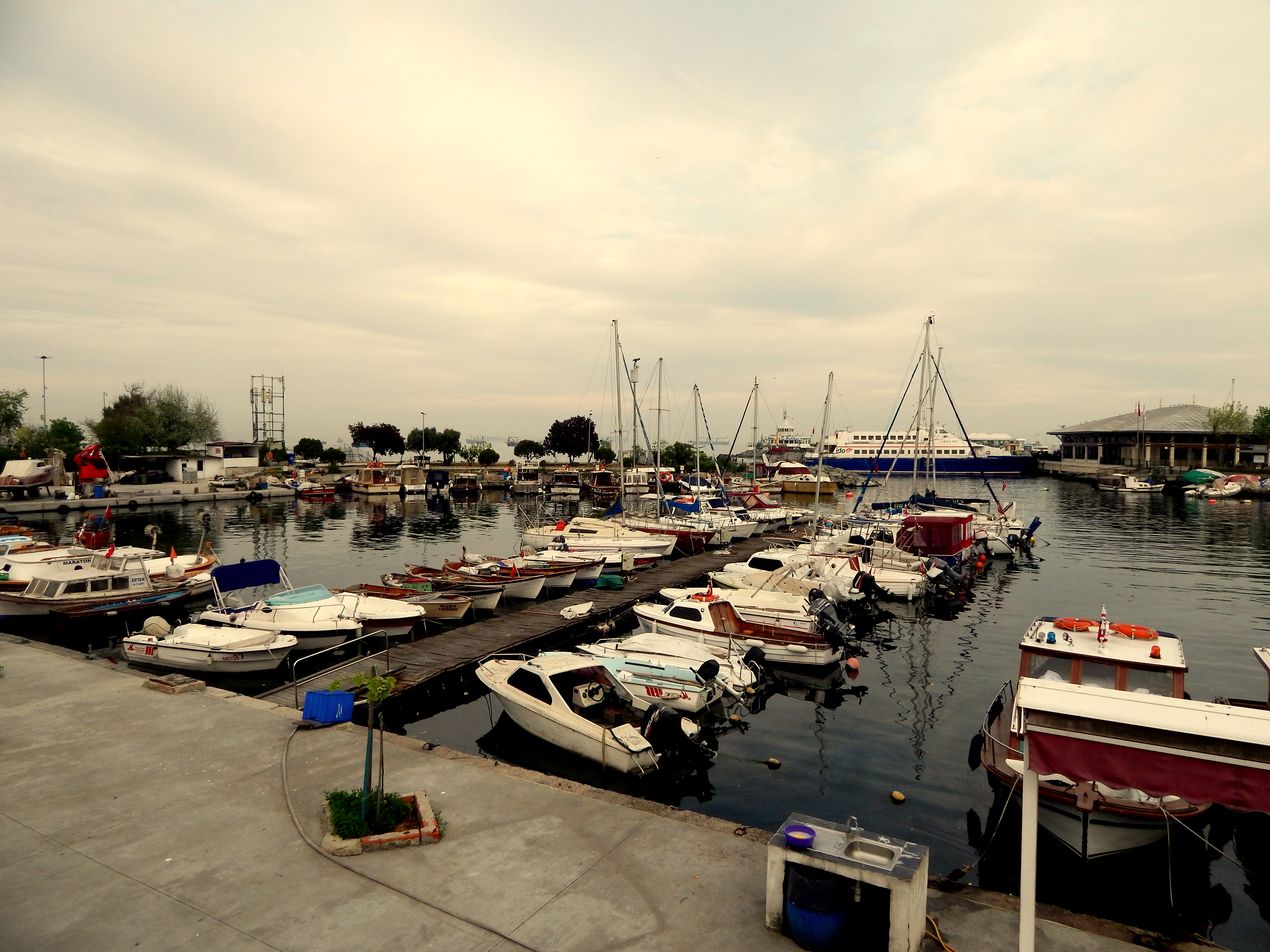
Марина Бакиркьой

Бакиркьой (тур. Bakırköy, з турецької — мідне село) до 1925 року Макрикьой, від грец. Μακροχώρι Makrohori — «довге село») — муніципалітет і район на фракійській стороні Стамбула, Туреччина. Район щільно заселений головним чином представниками верхнього середнього класу. До складу муніципалітету входять також квартали Ешилкьой, Ешилюрт, Атакьой. Бакиркьой розташований між шосе D-100 і узбережжям Мармурового моря. На території району є велика психіатрична лікарня «Bakırköy Ruh ve Sinir Hastalıkları Hastanesi» та декілька торгових та комерційних центрів.

## Історія
За часів Риму і Візантії тут було поселення Євдом (грец. Ἕβδομον, «Сьома» — тобто населений пункт на сьомий милі від Константинополя). Імператор Валент II побудував тут імператорський палац Магнавра в Евдомі, що носить ту ж назву, як і одна із споруд Великого константинопольського палацу, а імператор Юстиніан I — палац Jucundianae. Тут було споруджено дві церкви, присвячені Іванові Хрестителю, в одній з яких була похована голова святого і останки імператора Василя II Болгаробойця.
В Евдомі було Марсове поле, на якому солдатами проголосили декілька імператорів — в тому числі Валент II, Флавій Аркадій, Гонорій, Феодосій II, Фока, Никифор II Фока.
Пізніше тут було селище Макро-хорі (грец. Μακροχώρι), яке турками було перейменовано Макри-кьой (Makri köy, Makri-keuy) В 1878 році у сусідньому селі Агіос-Стефанос був підписаний Сан-Стефанський мир між Російською і Османською імперією. В 1909 році тут був позбавлений влади султан Абдул-Хамід II. В 1925 році Макрикьой був перейменований на Бакиркьой.

## Визначні місця
- Аеропорт Ататюрк
- Світовий торговий центр Стамбул[en]
- Бакиркейська синагога[en]
- Торговий центр Джароусел[en]
- Галерея Атакей[en]
- Ресторан Бейті[en]

### Спортивні
- Атлетична арена Атакей[en]
- Сінан-Ердем-доум[en]
- Флор'я-Метін-Октай-Фаджилітіес[en]
- Стадіон Шенліккей[tr]

### Культурні
- Цистерна Хебдомона[en]
- Морський особняк Флор'я-Ататюрк[en]
- Стамбульський авіаційний музей
- Ешилкейський маяк[en]